# Волосовцы
Волосовцы (укр. Волосівці) — село в Летичевском районе Хмельницкой области Украины.
Население по переписи 2001 года составляло 558 человек. Почтовый индекс — 31510. Телефонный код — 3857. Занимает площадь 3,064 км². Код КОАТУУ — 6823080801.

## Персоналии
- Яковенко, Михаил Александрович

## Местный совет
31510, Хмельницкая обл., Летичевский р-н, с. Волосовцы, ул. Первомайская, 20